# 朝日寺 (堺市)
朝日寺（あさひじ）は、大阪府堺市堺区大仙町にある日蓮宗の寺院で山号は霊鵲山である。旧本山は谷町妙経寺、生師法縁。

## 歴史
宝暦2年（1752年）、堺の住人・山本甚助の娘が日蓮宗に帰依して現在の大阪市森ノ宮付近に建立した朝日庵が起源である。昭和4年（1929年）、堺市の都市計画事業のため移転が決定し、昭和6年（1931年）に大仙陵古墳西隣の現在地に移転した。

## 境内
- 本堂 - 江戸時代後期から末期にかけての建築で熊本市の本妙寺を模したといわれる。
- 山門 - 江戸時代末期の建築。